# Marek Leśniak
Marek Sebastian Leśniak est un footballeur polonais né le 26 février 1964 à Goleniów.

## Carrière
- 1981-1982 : Pomorzanin Nowogard  Pologne
- 1982-1988 : Pogoń Szczecin  Pologne
- 1988-1992 : Bayer Leverkusen  Allemagne
- 1992-1995 : SG Wattenscheid 09  Allemagne
- 1995-1996 : 1860 Munich  Allemagne
- 1995-1996 : KFC Uerdingen  Allemagne
- 1996-1998 : Neuchâtel Xamax  Suisse
- 1997-1999 : Fortuna Düsseldorf  Allemagne
- 1999-2002 : Preussen Münster  Allemagne
- 2002-2005 : SSVg Velbert 02  Allemagne
- 2005-2006 : SV Hilden-Nord 1964  Allemagne

## Palmarès
- 20 sélections et 10 buts avec l'équipe de Pologne entre 1986 et 1994.